# Альм, Андреас
Герт Андреас Альм (швед. Gert Andreas Alm; род. 19 июня 1973, Елливаре, Норрботтен) — шведский футболист и футбольный тренер. Выступал на позициях атакующего полузащитника и правого нападающего. В качестве тренера более пяти лет находился во главе клуба АИК из Стокгольма.

## Карьера игрока
Начинал свою карьеру в клубе «Эскильстуна Сити», выступавшем во Втором дивизионе, являвшимся четвёртым уровнем шведского футбола. В январе 1995 года подписывает соглашение со стокгольмским «Хаммарбю», выступавшем в Высшем дивизионе. Однако в первый же год нахождения Андреаса в команде она занимает предпоследнее тринадцатое место в таблице и вылетает в Суперэттан. В следующем сезоне клуб занимает второе место в подэлитном дивизионе, однако в стыковых матчах за право выйти в Аллсвенскан он уступил «Треллеборгу». В сезоне 1997 года «Хаммарбю» всего с двумя поражениями занял первое место и получил право на будущий год выступать в чемпионате Швеции. Несмотря на этот успех команды, Андреас в начале 1998 года подписал контракт с норвежским клубом «Конгсвингер», выступавшим в Типпелиге. 13 апреля 1998 года дебютировал за команду в чемпионате Норвегии в гостевом поединке с «Лиллестрёмом», в котором уже на десятой минуте забил свой первый мяч. По итогам сезона команда заняла двенадцатое место, однако в стыковых играх с представителем Первого дивизиона столичным «Хьелсосом» добилась права продолжить выступления в чемпионате Норвегии. В 1999 году клуб, несмотря на десять мячей Альма, всё-таки не сумел избежать вылета, заняв в итоге последнее место.
В начале 2000 года Андреас вернулся в Швецию, подписав контракт с АИКом. 10 апреля 2000 года в первом матче за «жёлто-чёрных» против «Эльфсборга» сумел забить победный гол. В 2000 году Альм пропустил всего четыре встречи, став лучшим бомбардиром команды с девятью мячами. 4 ноября в последнем туре чемпионата против «Эльфсборга» он получил серьёзную травму паха, от которой смог оправиться только к лету 2001 года. После его возвращения в строй АИК в девяти играх набрал 19 очков, не проиграв ни одного матча, что в итоге позволило занять третье место. В начале 2002 года Андреас получил серьёзную травму колена, которая на долгое время отлучила его от футбола. Лишь к концу сентября смог вновь выйти на поле. 29 сентября сыграл первый матч в чемпионате в сезоне, а в полуфинальной встрече Кубка Швеции с «Эльфсборгом» вышел на замену на 74-й минуте и забил победный мяч, выведший АИК в финал. В сезоне 2003 года Альм регулярно появлялся на поле, но сказывались последствия травмы, которые не позволили ему набрать прежних игровых кондиций. В августе главный тренер Ричард Мани принял решение расстаться с Андреасом. 12 августа 2003 года подписал контракт на два с половиной года с представителем Суперэттана «Норрчёпингом». В 2004 году команда заняла четвёртое место, а Альм с четырнадцатью мячами стал третьим в списке бомбардиров Суперэттана. В начале 2006 года Андреас Альм вернулся в «Эскильстуна Сити», где отыграв два сезона и завершил игровую карьеру, перейдя на тренерскую работу.

## Тренерская карьера
В 2008 году возглавил в качестве главного тренера свой родной клуб «Эскильстуна Сити», который по итогам сезона стал вторым в своём дивизионе, лишь по дополнительным показателям уступив «Карлслунд» право выйти в Первый дивизион. В ноябре 2008 года главный тренер АИКа Микаэль Старе пригласил Андреаса на должность своего помощника на замену ушедшему Небойше Новаковичу. В декабре 2010 года после целой череды тренерских отставок руководство АИКа предложило Андреасу возглавить команду. Альм подписал контракт на три года, а в качестве своих помощников пригласил Небойшу Новаковича и Кристера Сворда. Первым матчем для Альма в качестве главного тренера стало стокгольмское дерби с «Юргорденом», завершившееся со счётом 0:0. А уже в следующем туре одержал первую тренерскую победу в АИКе, разгромив дома «Мьельбю». 13 мая 2016 года Андреас Альм был уволен с поста главного тренера АИКа. Последним его матчем у руля клуба стал гостевой поединок против «Хеккена», прошедший 8 мая в рамках восьмого тура чемпионата Швеции и завершившийся победой подопечных Альма со счётом 3:2.
В июле 2016 года возглавил датский клуб «Вайле», выступающий в первом дивизионе. По итогам сезона 2016/17 команда заняла девятое место, а Альм покинул свой пост.
8 декабря 2017 года Андреас Альм был официально представлен в качестве главного тренера «Хеккена», выступающего в высшей лиге Швеции. Контракт рассчитан на три года. Специалист приступил к работе с января 2018 года.

## Достижения
- Серебряный призёр чемпионата Швеции (2): 2000, 2001
- Финалист Кубка Швеции (3): 1999/2000, 2000/01, 2002

## Личная жизнь
Во время выступления за «Эскильстуна Сити» в 2006—2007 годах работал футбольным экспертом на шведском канале TV4, а также писал статьи на официальном сайте Шведского футбольного союза.